# Midnight Sun (canção de Zara Larsson)
"Midnight Sun" é uma canção da cantora sueca Zara Larsson, lançada em 13 de junho de 2025 pela Sommer House e Epic Records como o segundo single de seu quinto álbum de estúdio de mesmo nome (2025).

## Antecedentes e desenvolvimento
Larsson descreveu o conceito por trás do álbum como inspirado em suas raízes ancestrais, particularmente na sensação de um verão que nunca acaba. Ela declarou: "Tenho muito orgulho da minha herança pop sueca, então eu queria escrever sobre um verão sueco onde o sol nunca se põe. Eu queria que o álbum inteiro parecesse uma noite de verão sem fim. E não importa se é dezembro: a noite de verão estará lá para você. Ela está esperando por você, ela voltará para você, e você voltará para ela".

## Composição
"Midnight Sun" mistura elementos de house, trance e EDM, caracterizado por breakbeats energéticos, sintetizadores atmosféricos e produção pop expansiva. O site de música Stereoboard descreveu a música como "A faixa eletropop ensolarada". A revista Rolling Stone descreveu a faixa como "oscilando entre efervescente e delirante", destacando sua instrumentação dinâmica e a vibrante performance vocal de Larsson.

## Promoção
Coincidindo com lançamento do single, um áudio oficial da canção foi adicionado no canal de Larsson no YouTube, e um videoclipe de letras foi disponibilizado no dia 18 de junho de 2025. Seu videoclipe oficial estreou em seu canal oficial no YouTube em 24 de junho de 2025.

## Faixas e formatos
- Download digital[7]

1. "Midnight Sun" — 3:11

- Pacote de streaming[8]

1. "Midnight Sun" — 3:11
2. "Pretty Ugly" — 2:39

## Histórico de lançamento
| Região | Data                | Formato                    | Versão   | Gravadora         | Ref.        |
| ------ | ------------------- | -------------------------- | -------- | ----------------- | ----------- |
| Várias | 13 de junho de 2025 | Download digital streaming | Original | Sommer House Epic | [ 7 ] [ 9 ] |